# Kloster La Garde-Dieu
Das Kloster La Garde-Dieu (Garda Dei) ist eine ehemalige Zisterzienserabtei in der Gemeinde Mirabel im Département Tarn-et-Garonne, Region Okzitanien, in Frankreich, rund 21 Kilometer nördlich von Montauban.

## Geschichte
Das Kloster wurde als Tochterkloster von Kloster Obazine in Essarnat gegründet, jedoch 1150 an die Ufer des Petit Lembous verlegt. Es gehörte damit der Filiation von Kloster Cîteaux an. Dem Kloster unterstand das Nonnenpriorat von Fontmoulhes bei Gourdon im Département Lot, in dessen Nähe sich die Grangie von Saint-Martin-le-Desarmat befand. Die Wallfahrtskirche Notre-Dame-des-Misères auf der Höhe über dem Kloster war vom Mutterkloster Obazine errichtet worden. 1567 wurde das Kloster von den Hugenotten geplündert. Gegen 1710 ließ der Bischof von Cahors, Henri de Bricqueville de la Luzerne, als Kommendatarabt die Klostergebäude neu errichten. Während der Französischen Revolution fand das Kloster 1791 sein Ende. Von 1864 bis 1874 war das Kloster erneut von Zisterziensern aus Sénanque besiedelt. Anschließend wurde es auf Abbruch verkauft. 1897 verursachte ein Brand großen Schaden und 1908 wurden die Gewölbe des Kapitelsaals und des Kreuzgangs zerstört, um die Kapitelle verkaufen zu können. Das Kloster wurde in der Folge zum landwirtschaftlichen Betrieb.

## Bauten und Anlage
Reste der Anlage, darunter ein Taubenhaus (Monument historique seit 1950), haben sich in dem Landwirtschaftsbetrieb erhalten.